# Wikipedia tiếng Ả Rập
Wikipedia tiếng Ả Rập là một phiên bản Wikipedia, một bách khoa toàn thư mở.
Nó bắt đầu vào ngày 09 tháng 7 năm 2003. Tính đến tháng 4 năm 2015, nó đã có hơn 350.000 bài viết, 974.500 người dùng đăng ký và hơn 23.000 hình ảnh. Wikipedia tiếng Ả Rập hiện là phiên bản lớn thứ 21 của Wikipedia tính theo số bài viết, và là ngôn ngữ Semitic đầu tiên vượt quá 100.000 bài viết.
Thiết kế của Wikipedia tiếng Ả Rập khác một chút đối với các phiên bản Wikipedia khác. Đáng chú ý nhất, từ tiếng Ả Rập được viết từ phải sang trái, vị trí của liên kết là một hình ảnh phản chiếu của những Wikipedia trong các ngôn ngữ được viết từ trái sang phải. Trước khi cập nhật của Wikipedia lên MediaWiki 1.16, Wikipedia tiếng Ả Rập đã có một nền trang mặc định của trang lấy cảm hứng từ đá ốp lát Ả Rập/Hồi giáo hay phong cách trang trí. Chuyển từ mới bố trí Vector mặc định của MediaWiki để bố trí MonoBook gốc có thể khôi phục lại trang nền này. Vào thời điểm 18 tháng 7 năm 2025, Wikipedia tiếng Ả Rập có tổng cộng 1.271.396 bài viết.

## Kiểm duyệt

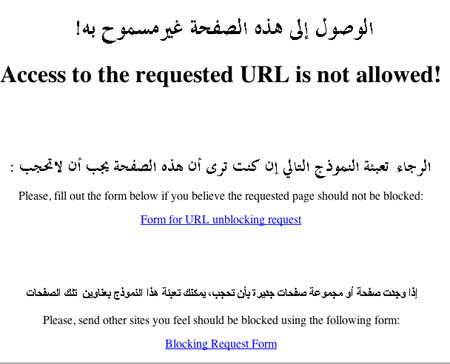
Ví dụ về ISP Ả Rập Xê Út chặn một website

Vào tháng 9 năm 2020, hai bảo quản viên tình nguyện của Wikipedia đã bị bắt cùng ngày: Osama Khalid bị kết án 32 năm tù, trong khi Ziyad al-Sofiani bị kết án tám năm tù, theo Smex, một tổ chức phi chính phủ của Liban nhằm thúc đẩy các xã hội thông tin tự quản ở cộng đồng nói tiếng Ả Rập, và Democracy for the Arab World Now. Một cuộc điều tra sau đó của Wikimedia Foundation đã xác định 16 người dùng dường như thường xuyên tham gia vào việc sửa đổi có tính xung đột lợi ích—bị báo cáo là gồm cả việc làm gián điệp cho chính phủ Xê Út.